# Sheila Live Olympia 1999
 (mai 2025).
Motif : Où sont les sources secondaires attestant de la notoriété de ce dvd au regard des critères généraux ou spécifiques?
- Archive Wikiwix
- Bing
- Cairn
- DuckDuckGo
- E. Universalis
- Gallica
- Google
- G. Books
- G. News
- G. Scholar
- Persée
- Qwant
- (zh) Baidu
- (ru) Yandex
- (wd) trouver des œuvres sur Wikidata

| 1. | Préciser le motif de la pose du bandeau. | Précisez le motif de la pose du bandeau en utilisant la syntaxe suivante : {{admissibilité à vérifier\|date=mai 2025\|motif=remplacez ce texte par le motif}}                                 |
| 2. | Informer les utilisateurs concernés.     | Pensez à avertir le créateur de l'article, par exemple, en insérant le code ci-dessous sur sa page de discussion : {{subst:avertissement admissibilité à vérifier\|Sheila Live Olympia 1999}} |

Sheila Live Olympia 1999 est un DVD Carte sorti en 2007 et vendu exclusivement dans certaines postes françaises.
Ce DVD contient quatre titres vidéo extraits du spectacle de Sheila à l'Olympia en février 1999.
À noter qu'un DVD Carte est un mini DVD posé sur une carte postale et vendu avec son enveloppe. Une série en tirage limité a été proposée pour quelques artistes de la chanson française (notamment Claude François et Serge Lama).

## Liste des titres en vidéo
1. Emmenez-moi
2. Bang Bang
3. Les Rois mages
4. Juste comme ça

## Production
- DVD Carte  Warner 5051XX8721.